# ティナ・ターナー
ティナ・ターナー（Tina Turner、本名：アンナ・メイ・ブロック・バーク（英語: Anna Mae Bullock-Bach）、1939年11月26日 - 2023年5月24日）は、アメリカ合衆国生まれの女性歌手、ダンサー、女優。同国南部に生まれ育ち、2013年にはスイスの市民権を得ている。芸歴は65年以上に及び、1984年に代表曲「愛の魔力」「孤独のヒーロー」「ホワット・ユー・ゲット・イズ・ホワット・ユー・シー」「アイ・ドント・ウォナ・ファイト」などヒットを多数生み「ロックンロールの女王」と呼ばれ、幅広い層のファンに認められており、多くの受賞歴を持つ。

## 概要
ターナーのミュージシャンとしての経歴は1950年代半ばに始まる。最初は、アイク・ターナーのキング・オヴ・リズムの看板歌手としてのデビューだった。最初の録音は1958年に「リトル・アン」の名義で行われている。ティナ・ターナーとして初めて舞台に立ったのは、1960年、アイク・アンド・ティナ・ターナー・レヴューの一員として活動を始めた時である。デュオの名義で売り出した一連の曲がヒットとなり、キャリア上意義ある成功を収めている。その曲は、「ア・フール・イン・ラヴ」（1960）、「リヴァー・ディープ-マウンテン・ハイ」（1966）、「プラウド・メアリー」（1971）、「ナットブッシュ・シティ・リミッツ」（1973）といったものである。彼女は自叙伝の中で、1976年にアイクと別れ1978年に離婚が成立する以前には、アイクのひどい家庭内暴力によって苦しめられたことを、いくつか具体例を挙げて明かしている。バプティスト派の信徒として育てられたが、友人から教えられた仏教に活路を見出し、辛い時期を乗り越えながらトップエンタテイナーの道を切り開いた。
アイク・ターナーと離婚した後、ティナ・ターナーは公演を積み重ねて自らの経歴を改めて作り直してきた。ソロ・アーティストとして音楽チャートに衝撃を与えようとまずは頑張っていたのである。1980年代の初期にターナーはヒットを再び連発し、カムバックを果たす。1983年、シングル「レッツ・ステイ・トゥゲザー」から始まって、1984年には5枚目のソロ・アルバムである『プライヴェート・ダンサー』を発売、世界中で成功を収める。このアルバムの収録曲の中で一番売れた曲「愛の魔力」は、後にターナーの自叙伝に基づいて創られた自伝的映画のタイトルにもなった。音楽面での経歴に加えて、ティナ・ターナーは女優としても成功を収めている。彼女が出演した映画としては、1975年のロック・ミュージカル「トミー」、1985年にメル・ギブソンとともに主演を務めている超大作「マッドマックス/サンダードーム」、顔見せ役で登場する1993年の「ラスト・アクション・ヒーロー」などが挙げられる。
世界中で最も人気のある芸能人の一人として、彼女は「ロックンロールの女王」とも呼ばれている。ティナ・ターナーは、「最も成功した女性ロック・アーティスト」と呼ばれてきた。8度のグラミー賞に輝き、歴史上の他のどのソロ・ミュージシャンよりも多くのコンサート・チケットを売り上げてきた。ターナーの全世界でのアルバムとシングルの売り上げ枚数は、総計でおよそ2億枚を数える。ステージ上でのその精力的なパフォーマンスと力強い歌声、そして彼女の経歴の長さは非常に有名である。2008年にはなかば引退していた状態から再びカムバックして、「ティナ・ターナー50周年記念ツアー」を行っている。2008年から2009年にかけて、ティナ・ターナーのツアーは、最もチケットの値段が高いショーのひとつとして知られることになった。
1991年、アイク&ティナ・ターナー名義で「ロックの殿堂」入り。2021年にはソロ名義で「ロックの殿堂」入りを果たしている。
ローリング・ストーン誌選出「時代を超えて偉大であり続けるアーティスト100人」63位、同「歴史上最も偉大な100人のシンガー」第17位。
「愛は傷だらけ」「ハピネス 幸せこそ、あなたらしい」など自伝も著している。

## 経歴

### 幼少期～デビュー以前
ティナ・ターナー（本名アンナ・メイ・ブロック）は、1939年11月26日、テネシー州、ヘイウッド・カウンティ、ナットブッシュ（Nutbush）に生まれる。両親は、母ゼルマ・プリシラ（旧姓キュリー）と、父フロイド・リチャード・ブロックである。アンナ（これ以後ターナーと表記）は、幹線道路180号線に面したポインデクスター農場で生まれている。この農場は、父フロイドが小作人達の監督として働いていた農場だった。ターナーはアフリカ系アメリカ人だが、先祖にはいくらかヨーロッパ人の血も入っている。彼女がPBSのドキュメンタリー番組である「アフリカン・アメリカン・ライヴズ2」で取り上げられた際、血液検査を受け、その結果番組のホストであるヘンリー・ルイス・ゲイツから告げられたのは、「1パーセント、ネイティヴ・アメリカンの先祖の血が入っている」ということだった。
ターナーには、ルビー・アイリーンという歳上の姉がいた。第二次大戦中、両親がテネシー州ノックスヴィルに引っ越して防衛施設で働いた際には、まだターナーが小さかったため、ターナーと姉のアイリーンは別々に別れて暮らしていた。というのもターナーは、厳格で宗教心の強い父方の祖父母に預けられたからである。父方の祖父母アレックス・ブロックとロクサナ・ブロックは、二人ともバプティスト派の教会ウッドローン・ミッショナリーで執事を務めていた。この教会は幹線道路19号線沿いのウッドローン通りに位置していた。戦後、姉妹は再び両親と一緒に暮らすようになり、一家そろってノックスヴィルに移った。2年後、一家はナットブッシュに戻り、フラッグ・グルーヴで暮らすようになった。ターナーは、1年生から8年生までフラッグ・グルーヴ・スクールに通っている。この学校は、ターナーの曾祖父の兄弟が土地を売り、その土地に管財人を立てて、学校を建設したものだった。
子供の頃、ターナーは、ナットブッシュにあるスプリング・ヒル・バプティスト教会の聖歌隊の一員として歌っていたのだが、彼女が11歳の時、母親が父親との間の辛い関係に耐えかねて何の前触れもないまま出奔してしまった。母ゼルマは、ターナーの祖母の姉妹の一人と共に暮らすため、セント・ルイスに移ったのである。ターナーが13歳の時、父親が再婚しデトロイトに引っ越していったが、姉妹は祖母ジョージアンナと一緒に暮らすため、ブラウンズヴィルに居を移すことになった。ターナーは後に自伝「私、ティナ」の中で、自分は母親から愛されておらず、必要とされていないのだと感じた、と述べている。そしてさらに、自分の母親は、自分を妊娠していた時にも父親を捨てようとしたことがある、とも言っている。「私の母は、当時まだ若く、もう子供はいらないと思っていたのよ」とターナーは言っている。まだ10代前半だったが、ターナーはヘンダーソン家でお手伝いさんとして働くことになった。
自分でいうところのおてんば娘だったターナーは、ブラウンズヴィルにあるカーヴァー・ハイ・スクールで、チア・リーダーのチームと女の子のバスケット・ボールのチームの両方に入って、「どんな機会も逃すことなく友人達との交流に務めた」。16歳の時、突然祖母が亡くなる。葬儀の後、ターナーは自分の母親と暮らすため、ミズーリ州セント・ルイスに移ることになった。セント・ルイスで姉と再会した。セント・ルイスで1958年、サムナー高校を卒業する。卒業後、バーンズ・ジューイッシュ病院で看護師の助手として働いた。そして看護師になることを夢見るようになった。

### アイク&ティナ・ターナー

#### バンドの端緒
アンナと姉は、この頃、セント・ルイスやイースト・セント・ルイスのナイトクラブに頻繁に出入りし始めた。クラブ・マンハッタンというイースト・セント・ルイスにあるナイトクラブで、アンナは初めてアイク・ターナーと彼のバンドである「キングズ・オヴ・リズム」が演奏するところに遭遇した。アンナはバンドの音楽とアイクの才能に好感を持った。そしてその時のことについて「バンドリーダーの音楽に私は恍惚としたわ」と言っている。アンナは、女性達が自発的に参加している様子を見て、アイクのバンドと一緒にステージに立って歌いたいという衝動を覚えた。1958年のある夜、キングズ・オヴ・リズムのドラマー、ジーン・ワシントンがマイクロフォンを自分のドラム・セットから取り出してアンナとアイリーンのテーブルに置いた。アイリーンはマイクを拒んだが、アンナはマイクを取り上げて、バンドの残りのメンバーが休憩している間に歌い始めた。アイクは彼女の声に唖然とさせられ、結局その夜はバンドと一緒に最後まで歌わせることにした。そしてその後、正式にバンドの一員として迎え入れたのだった。この時期、アイクはアンナに声のコントロールと舞台上での振る舞い方とについて、要点を教え込んでいたのである。アンナの最初のスタジオでの録音は、1958年に行われた。「リトル・アン」という名でアイク・ターナーの曲「ボックス・トップ」にバックコーラスとして参加したのが最初である。他に歌手のカールソン・オリヴァーが参加していた。
1960年、アイクが「ア・フール・イン・ラヴ」を書き上げた。もともとキングズ・オヴ・リズムのリード・ヴォーカルだったアート・ラシターのために書いた曲だったのだが、ラシターがこの曲のレコーディングの際に姿を現さなかった時に、後日彼女の歌声を消してラシターの声を録音し直すという意図のもと、アイクがアンナに「にせの歌声」として歌って欲しいと頼んだのである。デモ・テープを聴いて、アンナの声を「甲高くて」「金切り声」だと感じた人もいたが、この曲はセント・ルイスでその内容に相応しい扱いを受け、ラジオの電波に乗ったのである。セント・ルイスのDJ、デイヴ・ディクソンは、アイクを説得してこのテープをR&Bのレーベルであるスー・レコーズの社長、ジャギィ・マレイのところへ送らせた。曲を聴いてマレイはアンナの声を気に入った。「汚い叫び声だったが…ファンキーな音だった」と後に述べている。マレイはこの曲を買い取ることにし、録音権と出版権を得る代わりにアイクに2万5千ドルの前金を支払った。マレイはまた、アンナを「ショーの目玉」にすべきだとアイクを説得した。アイク・ターナーがアンナ・メイ・ブロックのことを「ティナ」と名付けたのは、この時である。というのも、ティナという名前が、アイクが一番好きだったテレビの登場人物の名である「シーナ」と韻を踏んでいるからだった。ティナ・ターナーと名付けた理由については、アンナが逃げ出さないようにするため、また彼女だけが有名になるのを防ぐためだとも言われてきた。アイクは、もしアンナがバンドを辞めた場合には、別の歌手を連れてきてティナとして歌わせればよいと考えていたのである。アイクは、ティナと名付けたもう一つの理由として、アンナの恋人達のうちの一人が彼女を取り戻しにくるのをやめさせるためだったと後にしぶしぶ認めている。

#### 初期の成功

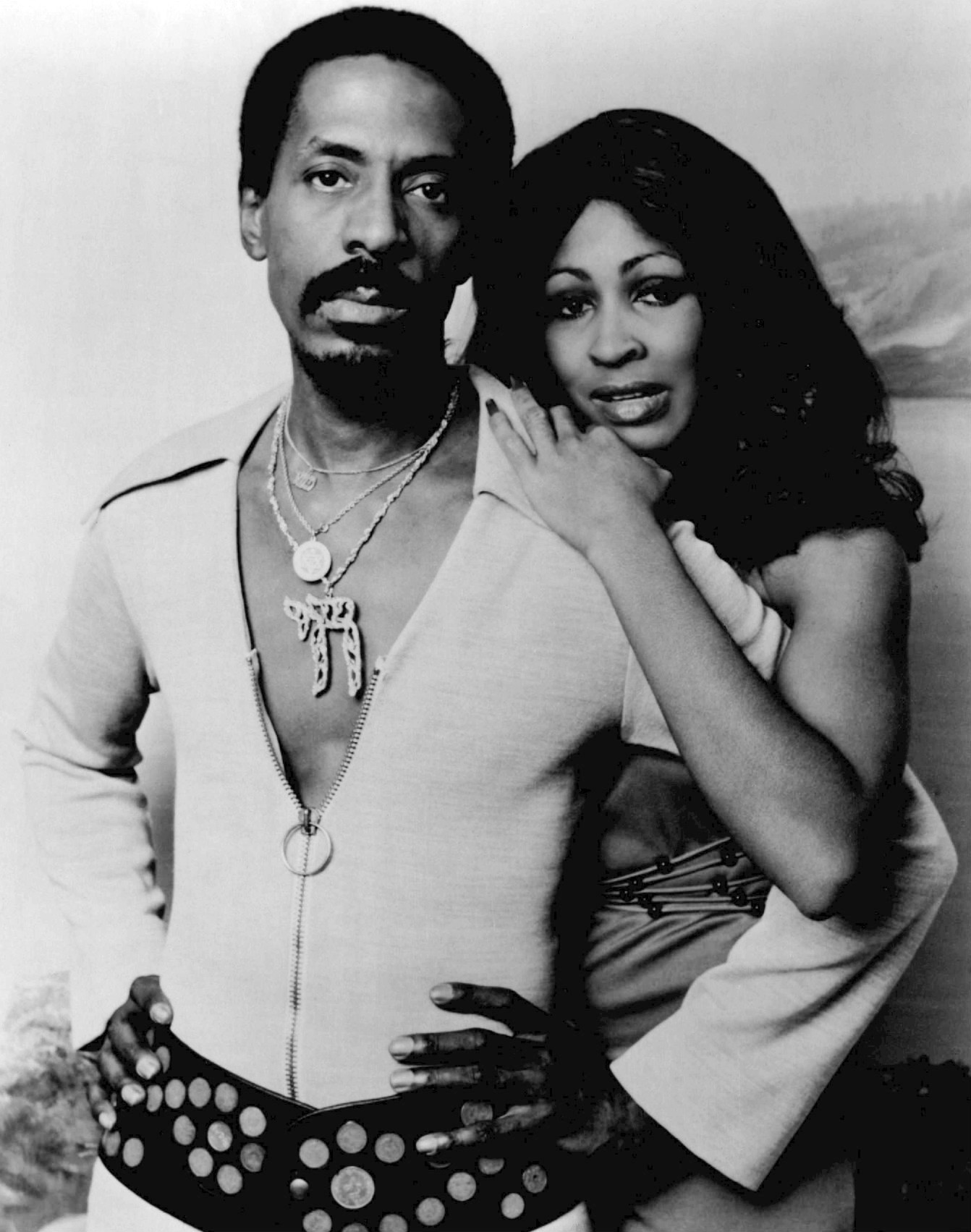
アイク＆ティナ・ターナー（1974年）

1960年7月、「ア・フール・イン・ラヴ」が発売され、即座にヒットとなった。最新R&Bチャートでは第2位まで上がり、1960年10月のビルボードの最新ヒット100のチャートでは第27位まで上がっている。カート・ロウダーはこの曲について「レイ・チャールズが昨夏にゴスペルスタイルで歌った『ホワッ・ド・アイ・セイ』に次いで白人のポップ・チャートにいつの間にか入り込んできた最も『黒い』曲だよ」。そして続いてヒットした「イッツ・ゴナ・ワーク・アウト・ファイン」（1961年）はトップ20に届き、アイク＆ティナの二人組は「ベスト・ロック・アンド・ロール・パフォーマンス部門」でグラミー賞にノミネートされることとなった。スー・レコーズに在籍していた期間に発売された重要なシングル・レコードとしては、R&Bのヒットである「アイ・アイドライズ・ユー」、「プア・フール」、「トゥラ・ラ・ラ・ラ」などが挙げられる。1964年には、アイク＆ティナはスー・レコーズを離れ、ケント・レコーズと契約している。成果としてはやや売り上げが落ちたが、「アイ・キャント・ビリーヴ・ホワット・ユー・セイ」がある。翌年、二人組は、ワーナー・ブラザースの子会社であるローマ・レコーズと契約する。ボブ・クランショウが経営に当たっていたのだが、二人組がスー・レコーズを離れた直後、ほどなくして彼らのマネージャーとなったのがクランショウだった。1964年から1969年までの5年の間に、アイク＆ティナは10以上のレーベルと契約を交わしている。
デュオは、アメリカ国内全域に及ぶ厳しいツアーを通じてその人気を確固たるものにしていった。90日連続のギグを全国で行ったのである。黒人の芸人が出演する劇場で毎日公演を行い、アイク＆ティナのショーは、ロックの歴史について書くライターが「最も熱く、最もタフで、すべてのR&Bのバンドの内で、いまにも爆発しそうなバンドのひとつ」と書くほどの評判を打ち立てたのだった。そして彼らのショーは、音楽の公演という観点から見た時に、ジェイムズ・ブラウンのショーに匹敵するものになっていたのである。アイクが創り上げたショーによって、彼らは経済的に成功した。彼らの公演が素晴らしいものだったため、このデュオは、アメリカ南部で、様々な客層の観衆の前で演奏することができたのである。1963年から1966年にかけて、バンドはヒットシングルこそなかったものの、休みなくツアーを続けた。ティナ自身は、例えば「アメリカン・バンドスタンド」や「シンディグ！」といったテレビ番組に一人で出演して頭角を現した。一方、バンド全体としては「ハリウッド・ア・ゴウ・ゴウ」、「アンディ・ウィリアムズ・ショー」といった番組や、1965年の暮れには「ザ・ビッグ・TNT・ショー」といった音楽映画に出演している。

#### 本格的成功
1965年、フィル・スペクターがアイク＆ティナ・ターナーの公演をロサンゼルスで観て、ティナと一緒に仕事がしたいと考えた。話がまとまり、スペクターはアイクに前金として2万ドルを支払った。アイクが了承したスタジオでティナと一緒に作業するためである。ティナは、スペクターのプロデュースのもと、「リヴァー・ディープ-マウンテン・ハイ」を吹き込んだ。この曲は1966年にスペクターのフィルズ・レーベルから発表された。アメリカ国内ではまあまあの手応えだったが、海外では成功し、特にイギリスで好評を博し、結果的にシングルチャートで第3位まで上った。この曲の成功により、アイク＆ティナ・ターナーは1966年秋のローリング・ストーンズのイギリス国内ツアーで前座を務めることになった。そして、これが契機となって、ヨーロッパ全域とオーストラリアでも演奏することになったのである。1968年にはブルー・サム・レコーズと契約し、アイク＆ティナ・ターナーは強いブルース志向を感じさせるアルバムを2枚発表する。「アウタ・シーズン」と「ザ・ハンター」である。「アウタ・シーズン」ではオーティス・レディングの「アイヴ・ビーン・ラヴィング・ユー・トゥー・ロング」のカヴァーを録音している。一方、「ザ・ハンター」が発表されると、ティナの歌ったタイトル曲－もともとアルバート・キングによって吹き込まれたものだが－がグラミー賞のベスト女性Ｒ＆Ｂヴォーカル賞にノミネートされた。この2枚のアルバムが好成績を残し、デュオはラスベガスで自分達の公演を行うことになった。このラスベガスのショーには、様々な有名人達が彼らのことを観に来たのである。その中には、デヴィッド・ボウイ、スライ・ストーン、ジャニス・ジョプリン、シェール、ジェイムズ・ブラウン、レイ・チャールズ、エルトン・ジョン、エルヴィス・プレスリーといった人達がいた。
1969年、アイク＆ティナ・ターナーはローリング・ストーンズのアメリカ・ツアーで前座を務め、ますますその名を高めた。1970年、エド・サリヴァン・ショーに出演。ツアーは成功し、リバティ・レコードで録音を行うことになる。アルバムは2枚制作され、「カム・トゥゲザー」（1970年）、「ワーキン・トゥゲザー」（1971年）が、それぞれ発表された。「カム・トゥゲザー」からは、このデュオの初めてのトップ40シングルが生まれた。それはスライ&ザ・ファミリー・ストーンのカヴァーである「アイ・ウォント・トゥ・テイク・ユー・ハイアー」だった。「カム・トゥゲザー」は、このデュオが自分達のレパートリーをＲ＆Ｂ中心の曲からよりロックよりの曲を採り入れる方向に切り替えたという意味で、彼らの転機となったアルバムだった。1971年の初めにデュオはクリーデンス・クリアウォーター・リバイバルの「プラウド・メアリー」をカヴァーして発表したところ、この曲が過去最高のヒットとなった。ビルボード新曲100のチャートで第4位まで上がり、同時に100万枚を越える売り上げを記録し、そしてデュオもしくはグループ部門で、グラミー賞のベストＲ＆Ｂパフォーマンス賞を獲得したのである。後に、1971年になって、彼らのライヴ・アルバム「ホワット・ユー・ヒア・イズ・ホワット・ユー・ゲット」がカーネギー・ホールでの演奏の録音を使用して制作されたが、これが彼らの初のゴールド・ディスクとなった。1972年、アイク・ターナーはスタジオを建設し、ボリック・サウンズと名付けた。このスタジオは彼らのイングルウッドの自宅近くに造られたものだった。リバティ・レコードがユナイテッド・アーティスツ・レコードに買収された後、デュオはユナイテッドと契約し、3年間に10枚のアルバムを制作することが決まった。このデュオの最後のヒット・シングル、「ナットブッシュ・シティ・リミッツ」は1973年に発売され、ビルボード新曲100のチャートで第22位まで上昇している。特にイギリスでは、最高第4位まで上がっている。1974年、ティナは初めてのソロ・アルバム「ティナ・ターンズ・ザ・カントリー・オン」を発表し、グラミー賞にノミネートされた。
この年、彼女は映画『トミー』の撮影に参加するためロンドンまで出向いている。この映画で彼女はアシッド・クイーンを演じて同名の曲を歌い、翌1975年に映画が公開されると評論家から賞賛された。撮影が終わってほどなく、彼女はロンドンで、同じく『トミー』に出演したアン＝マーグレットを特集したテレビ番組に共に出演した。アメリカに戻り、デュオでの活動を再開。1975年、『トミー』が公開されてまもなく、彼女は次のソロアルバム「アシッド・クイーン」を発表した。

#### デュオの凋落
1975年から1976年の2年の間ずっと、アルコール依存症とコカイン中毒のため、アイク・ターナーは良質な音楽を創り出すことができなくなっていた。公演も中止や延期となるものが出てきて、結果としてチケットの売り上げが低落することにつながった。ティナ・ターナーは1971年に創価学会インタナショナルに入会したが、その時彼女を苦しめていたのはアイクによる虐待であった。1976年7月2日、一晩コンサートを開いたことがあるテキサス州ダラスにあるダラス・スタットラー・ヒルトンに向かう途中、ティナとアイクは激しい殴り合いの喧嘩をしてしまう。到着後まもなく、ティナはアイクを置いて、わずか36セント（「25セント硬貨と10セント硬貨、そして1セント硬貨を1枚ずつ」とティナは言っている）と、モービル・ガソリンのクレジットカードだけしか持たないままで逃げ出した。ティナは1976年7月27日、裁判所に離婚の訴えを起こした。これはデュオを永遠に終わらせることを意味していた。これ以後数ヶ月の間、ティナは色々な友達の家でアイクから隠れて過ごした。アイクが離婚に同意するのを待ったのである。
ティナは後に、宗教への信心とこれが彼女に自分一人で生きていく勇気を与えてくれたと語っている。ともあれ、ツアーの最中にアイクを見捨てて立ち去ったことで、中止されたショーに対して彼女が法的な責任を持たねばならなくなったことを彼女は知ったのだった。一年間法廷で争った後、1978年3月29日に彼らの離婚は確定した。離婚によりティナは完全にアイクとは道を分かち、芸名はそのまま彼女のものとすること、また中止されたツアーにより生じた負債と国税庁が要求していたかなりの額の担保について彼女が引き受けること、こうしたことが決まった。

### 初めてのソロ公演
1977年、ユナイテッド・アーティスツの役員リチャード・ステュワートから資金を援助されて、ティナはコンサートを再開した。ラスヴェガスのキャバレーを巡る方法を採用したのだが、かつてアイクと一緒にコンビを組んでいた時に試したやり方だった。ティナはアメリカ国内の小さなキャバレーを会場として選んだ。また、「ハリウッド・スクエアズ」、「ドニー・アンド・マリー」、「ザ・ソニー・アンド・シェール・ショウ」、「ブラディ・バンチ・アウア」といった番組に出演することで収入を増やすことにつとめた。1977年も後半になって、ティナの初めてのソロ・コンサート・ツアーをオーストラリアで行った。1978年、ユナイテッド・アーティストからティナの三枚目のソロ・アルバムが発売された。「ラフ（Rough）」と名付けられたそのアルバムは、北米とヨーロッパにはEMIによって配給されることが決まった。しかしこのアルバムは、続いて発売された四枚目の「ラヴ・エクスプロージョン（Love Explosion）」とともに、ディスコ・リズムを採り入れて新たな方向性を示す曲が収録されていたりしたのだが、結局チャート入りすることはなかった。
この二枚のアルバムでユナイテッド・アーティスト／EMIとの契約は終了し、契約が更新されることのないまま、このレコード会社との縁はなくなった。ティナは、二度目のソロ公演の宣伝を行い「ロックンロールのワイルドなレディ」と銘打ってライヴ活動を続けることになった。そしてヒットレコードが出るという見込みがないまま、ライヴは成功を収め続けた。1979年、オリヴィア・ニュートン・ジョンのアメリカでの特別番組である「ハリウッドの夜」に出演したのが契機となり、ティナはニュートン・ジョンのマネージャーだったロジャー・デイヴィスに自分とも契約してくれないかと申し出た。1980年2月に、フェアモント・サンフランシスコ・ホテルのヴェネイティアン・ボールルームでのソロ公演を観たデイヴィスは、自分がマネージャーとしてターナーと一緒に働くことを決心したのである。
デイヴィスはターナーに、「今のバンドはここで解散して、もっと時代に合ったロックンロールバンドを組んで、ショーの内容を見直したほうがよい」とアドバイスした。1981年、デイヴィスはティナにニューヨークのリッツでの公演の話を取ってきた。この公演の後、ロッド・ステュワートがターナーを雇い入れ、「サタデイ・ナイト・ライヴ」で彼のヒット曲である「ホット・レッグズ」のデュエットヴァージョンを歌うことになった。さらには、ステュワートの全米ツアーの前座を務めることに決定したのである。その後、ローリング・ストーンズの前座を三度務めた。1982年には、ロバート・クレイをフィーチャーしたイギリスのバンドB.E.F.の、テンプテーションズのカヴァー曲である「ボール・オヴ・コンフュージョン」がヨーロッパのダンスクラブでヒットとなった。ターナーは、チャック・ベリーとの共演に続いてイギリスとヨーロッパでの短期間のツアーを行った後、再び1982年12月にリッツでライヴを行った。その結果、デヴィッド・ボウイの後押しもあって、キャピトル・レコードとの間でシングルを発売する契約を結ぶことになったのである。

### ソロアーティストとしての成功
1983年11月、アル・グリーンのカヴァー曲である「レッツ・ステイ・トゥゲザー」がキャピトルから発売される。この曲はヒットし、ヨーロッパのいくつかの国でチャート入りした。イギリスでは上位10位以内に入っている。アメリカ、ビルボードのホット100では、最高で26位まで上がった。この曲は、アメリカで、ティナ・ターナー個人で初めてチャート入りした曲となった。同時に、ビルボードの「最新のダンスクラブソング」のチャートと「最新の黒人歌手シングル」のチャートでは、上位10位に入ったのである。この曲の成功によって、キャピトルはターナーとの契約を見直さざるを得なくなり、アルバム三枚を発売する契約を申し出てて、すぐにもまず一枚目を出してもらいたいと言い出した。この結果、ターナーは舞台に再び立つこととなり、これが後にエボニー・マガジンに「驚くべき復活」と呼ばれる復活劇とになったのである。二ヵ月をかけてロンドンで録音されたアルバム『プライヴェート・ダンサー』は、1984年6月に発売された。同じ6月に、キャピトルはこのアルバムからの二枚目のシングルとなる「愛の魔力」を発売している。このシングルは一ヵ月もしないうちにチャートのトップ10に入り、9月にはアメリカのホット100で第一位となった。アルバムも、「ベター・ビー・グッド・トゥ・ミー」や「プライヴェート・ダンサー」といったヒット曲が目白押しだったため、「ビルボード200」では第三位まで上り、アメリカ国内だけで500万枚を売り上げ、世界中では1,100万枚を売り上げて、ターナーのアルバムの中で最も売れたアルバムとなった。ターナーの復活は1985年初頭に最高潮を迎え、グラミー賞4つを獲得することとなった（この中には「ホワッツ・ラヴ・ゴット・トゥ・ドゥ・ウィズ・イット」で獲得した「最優秀レコード賞」が含まれている）。1985年2月には、アルバム「プライヴェト・ダンサー」の販売促進を兼ねて、二度目のワールド・ツアーに出ている。このツアーでは莫大な数の聴衆の前で歌うこととなった。イギリス、バーミンガムのNECアリーナでのライヴは収録され、後に発売された。この頃、ターナーは「ウィ・アー・ザ・ワールド」の録音にも参加し、チャリティ・シングルの「ウィ・アー・ザ・ワールド」のブリッジ部分でリードボーカルをとった。

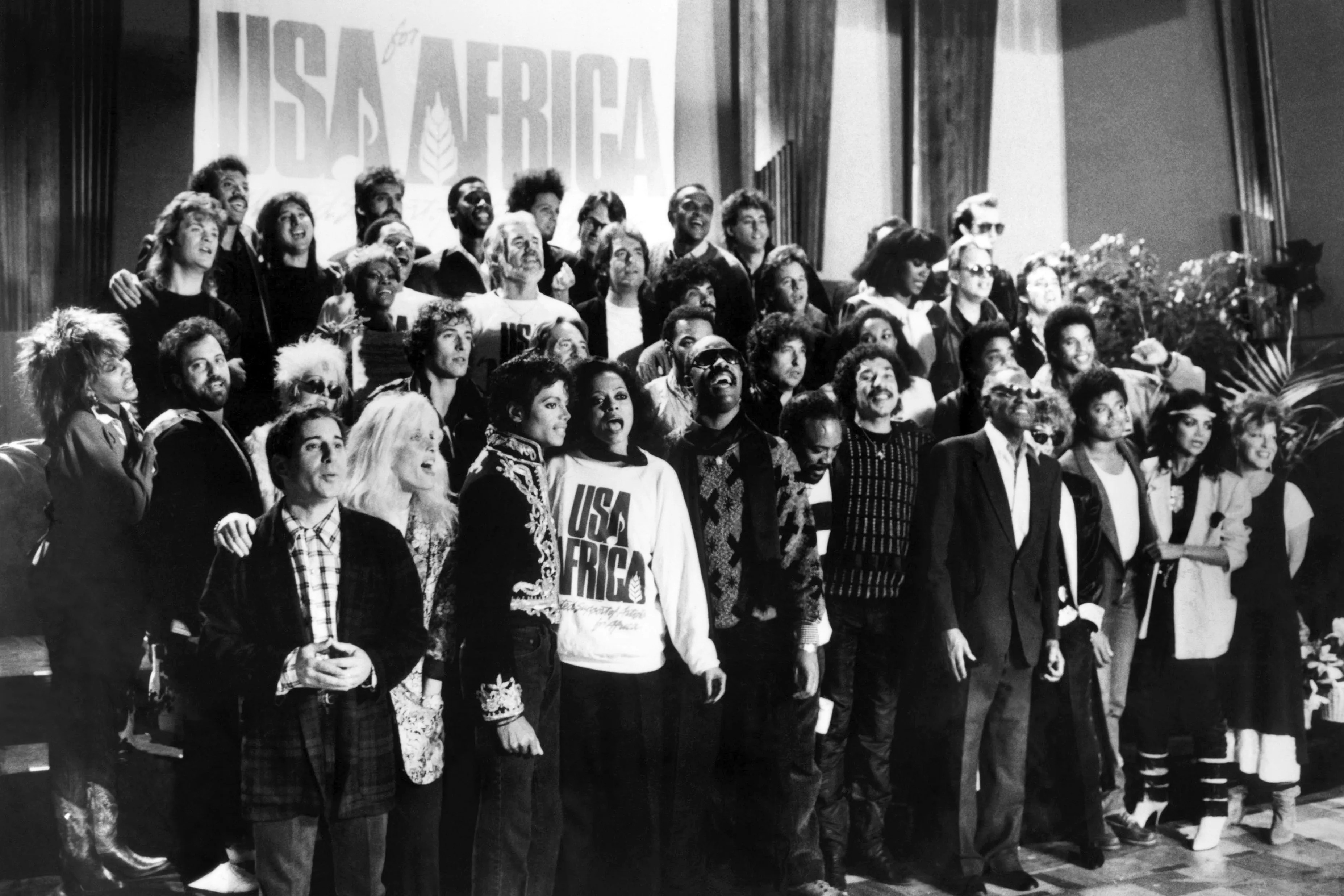
USAフォー・アフリカにてウィ・アー・ザ・ワールドを歌う

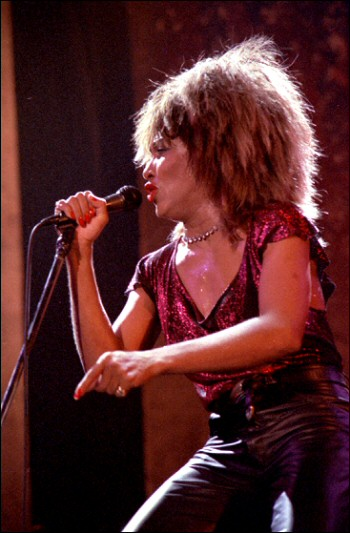
1985年、ノルウェーでのライブ

1985年、ターナーの成功は続き、映画「マッド・マックス/サンダードーム」に、バータータウンの支配者であるアウンティ・エンティティの役で出演している。10年ぶりの映画出演だった。この映画は、公開後3,600万ドルの売り上げを上げている。後に、ターナーはこの映画での演技を評価され、全米黒人地位向上協会から主演女優賞を与えられている。ターナーはこの映画のサウンド・トラックにも二曲参加している。「ウィ・ドント・ニード・アナザー・ヒーロー」と「ワン・オヴ・ザ・リヴィング」の二曲で、二曲ともヒットとなり、後に「ワン・オヴ・ザ・リヴィング」でターナーはグラミー賞の「最優秀女性ロック・ヴォーカル・パフォーマンス賞」を獲得することになった。1985年7月には、ミック・ジャガーとともにライヴ・エイドに出演した。イギリスでのソロ・コンサートの収録の際に共演したブライアン・アダムズは、この共演からヒントを得て、ターナーとのデュオ曲を発売した。このデュオ曲「イッツ・オンリー・ラヴ」は、結局、グラミー賞デュオ部門の「最優秀ロック・パフォーマンス賞」を受賞することになった。
1986年、ターナーは「プライヴェート・ダンサー」に続いて「ブレイク・エヴリ・ルール」を発売する。「ティピカル・メイル」、「トゥー・ピープル」や「ウォット・ユー・ゲット・イズ・ウォット・ユー・シー」といった曲が収録されており、このアルバムは全世界で400万枚を越える売り上げをあげた。アルバムの発売に先立って、ターナーは自叙伝「私、ティナ」を出版した。この自叙伝は後にベストセラーとなり、ハリウッド・ウォーク・オブ・フェイムの星を贈られた。ターナーの、ユーロピアン・ブレイク・エヴリ・ルール・ツアーは1987年3月にドイツのミュンヘンで最高潮を迎えたが、このツアーは、レコードの売り上げとコンサートへの観客動員数に関して記録破りの結果をもたらすことになった。
1988年1月、ポール・マッカートニーと並んで歴史的記録を達成している。というのは、ブラジル・リオデジャネイロのエスタジオ・ド・マラカナンにおいて、入場料を支払って集まった約18万4千人という過去最大の人数の観衆の前で、単独で公演を行ったのである。この公演はターナーのギネス世界記録となった。二つのライヴ・ツアーを成功させたことで、アルバム「ティナ・ライヴ・イン・ヨーロッパ」が制作されることになった。このアルバムは4月に発売された。ターナーはブレイク・エヴリ・ルール・ツアー終了後、時機を待っていた。そして、ターナーの代表曲の一つである「ザ・ベスト」が収録されたアルバム「フォーリン・アフェア」で再びその姿を現した。その後、このアルバムの発売記念ツアーでヨーロッパを回っている。アメリカでは「フォーリン・アフェア」はゴールド・ディスクになり、その中の「ザ・ベスト」と「スティーミィ・ウィンドウズ」はトップ40入りした。また、ターナーが私的に転居した先のヨーロッパでもこのアルバムは大ヒットとなった。
1991年、アイク＆ティナ・ターナーはロックの殿堂入りが決定した。フィル・スペクターが彼らの代わりに賞を受け取った。同じ91年に、元夫婦は自分達の生き様をドラマ化して半自叙伝的映画「TINA ティナ」にするという権利を他人に譲渡している。この映画は後に1993年になって公開されたが、ティナ役をアンジェラ・バセット、アイク役をローレンス・フィッシュバーンが演じ、アカデミー賞の最優秀女優賞と最優秀男優賞の候補となった。ターナーは「TINA ティナ」のサウンドトラックにおいて、レビュー時代の旧曲の再録や新曲の録音で貢献した。後にアメリカでトップ10入りすることになる「アイ・ドント・ウォナ・ファイト」など数曲を新たに録音している。ターナーは、サウンドトラックの曲で歌うだけでなく、バセットの衣装選びやダンスの際のステップを教えたりもしたものの、映画に全面的に関わることは拒否している。インタヴューでは、「どうしてアイク・ターナーがもう一度私を叩きのめすところを見たくなるって思うの？そんなこと、もうとっくに忘れたことなのよ。もう全部過去のことなのよ」映画の封切りとサウンドトラックの発売に合わせて、ターナーは7年ぶりのアメリカ・ツアーを開始している。ツアー終了後、ターナーはスイスに移り、以後1年間の休暇を取っている。
1995年、ターナーはU2の曲「ゴールデンアイ」とともに戻ってきた。この曲は同じタイトルのジェームズ・ボンド映画で使用された曲だった。この曲は、ヨーロッパでは大ヒットとなり、また母国アメリカではほどほどの成功を収めたが、結果としてターナーは新しいアルバムを録音することになった。1996年に「ワイルデスト・ドリームズ」が発売された。アメリカ国内では大きな成功を収めたわけではなかったが、ワールドツアーが行われたこと、そしてヘインズがコマーシャルで楽曲を使用したことによって、結局アメリカでゴールド・ディスクとなった。ヨーロッパではプラチナ・ディスクとなり、「ウォットエヴァ・ユー・ウォント」、「ミッシング・ユー」（ジョン・ウェイトによる全米1位曲のカバー）といったアメリカではチャートにごくわすがな期間入っていた曲がヒットした。「サムシング・ビューティフル」、そして官能的なバリー・ホワイトとのデュエット、「イン・ユア・ワイルデスト・ドリームズ」などもヒットしている。1997年にツアーが終わりを迎えたのに続いて、ターナーは1999年にケーブルテレビVH-1の「歌姫達のライヴ99」で再び聴衆の前に登場するまで、再び休息に入ることになる。
1998年、イタリア人ミュージシャンのエロス・ラマッツォッティと「Cose della vita（浮き世の事）」でデュエットを歌い、ヨーロッパでヒットとなった。60歳の誕生日を前に、ターナーは、ダンス音楽そのものである「ホエン・ザ・ハートエイク・イズ・オーヴァー」を、そしてこの曲を収録したアルバム「24/7（24時間週7日、の意）」をその翌月に発売した。北米では2000年に入ってすぐに、このシングルとアルバムの両方を発売している。「ホエン・ザ・ハートエイク・イズ・オーヴァー」の成功と、アルバム発売記念ツアーの結果、このアルバムはアメリカで再びゴールド・ディスクとなった。24/7ツアーは、現在に至るまでターナーの行ったツアーの中で最も成功したツアーとなり、また同時に、2000年に最も収益を上げた（ポールスターによると、1億ドルを超える売り上げ）ツアーとなったのである。ギネス世界記録は後に、「ティナ・ターナーは単独でのコンサートで、音楽史上チケットの最多売り上げをあげた」と発表した。その後、ターナーは半ば引退することを発表したのである。

### 近年の活動
2002年、テネシー州の州道19号線の、ブラウンズヴィルとナットブッシュの間は「ティナ・ターナー・ハイウェイ」と名付けられた。2003年、ターナーはディズニーの映画「ブラザー・ベア」の中の曲、「グレイト・スピリッツ」をフィル・コリンズとのデュエットで録音している。2004年、ターナーは引退を宣言して以来、初めて公の場に姿を現し、編集盤である「オール・ザ・ベスト」を発売した。そして、この編集盤からはシングル「オープン・アームズ」を発売している。結果、アメリカ国内で100万枚以上の売り上げを上げている。
2005年12月、ワシントン・ＤＣのジョン・Ｆ・ケネディ・センターで、舞台芸術に対してのケネディ・センター名誉賞を授与されている。また、芸能人のエリートの集団に選出された。ジョージ・Ｗ・ブッシュ大統領はターナーの持つ「天性の才能、エネルギーと性的魅力だ」と述べ、そしてターナーの両脚のことを「芸能界で一番有名な脚だね」とも言ったのである。その夜は数人のアーティスト達がターナーに対して敬意を表している。オプラ・ウィンフリー、メリッサ・エサリッジ（「リヴァー・ディープ-マウンテン・ハイ」を歌っている）、クィーン・ラティファ（「ウォッツ・ラヴ・ゴット・トゥ・ドゥ・ウィズ・イット」を歌っている）、ビヨンセ（「プラウド・メアリー」）、そしてアル・グリーン（「レッツ・ステイ・トゥゲザー」）。オプラ・ウィンフリーは、「私達にはもう一人別な英雄は要らない。私達には、あなたみたいな、ティナみたいな英雄がもっと存在して欲しいって思うわ。ティナは、私が自分のことを『女性』って綴ることに誇りを持たせてくれるのよ」。11月には、ターナーは「オール・ザ・ベスト-ライヴ・コレクション」を発売する。このアルバムはアメリカレコード協会からプラチナ・アルバムに認定された。ターナーは「オール・ジ・インヴィジブル・チルドレン（英語）」のサウンドトラックに参加し、イタリア人歌手エリザと共にデュエット曲「ティーチ・ミー・アゲン」を録音している。この曲はイタリアでヒットし、第1位まで上昇している。
2007年、ターナーは7年ぶりにライヴを再開した。クロードウェルの子供達のための慈善事業のためのコンサートを、ロンドン自然史博物館で主催した。この年、ハービー・ハンコックがジョニ・ミッチェルへの敬意のしるしとして作成したアルバム「River: The Joni Letters」中のジョニ・ミッチェルの曲「Edith and the Kingpin」に参加している。カルロス・サンタナとの「ザ・ゲイム・オヴ・ラヴ」には、もともとティナ・ターナーが参加し、サンタナのグレイテスト・ヒッツにも含まれる予定だったのだが、土壇場になってレコード会社がターナーの歌をミシェル・ブランチのものと差しかえるよう要求したのである。
2007年12月12日、ターナーの前夫であるアイク・ターナーがコカインの過剰摂取が原因で死亡した。アイクはまた、肺気腫と心臓血管疾患も長く患っていた。見解を尋ねられてティナは、代理人を通して簡潔な声明を発表した。「ティナは、アイクとは30年以上、いかなる連絡も取っていなかった。これ以上申し上げることはない」 ターナーは、2008年2月に、グラミー賞の授賞式でビヨンセと一緒に出演し、正式に復帰している。さらに、「River: The Joni Letters」に参加したアーティストとしてグラミー賞を受賞したのである。2008年10月、「ティナ！50周年記念ツアー」と題してほぼ10年ぶりにツアーを開始した。ツアーを盛り上げるため、新たな編集盤が発売された。ツアーは大成功し、DVD「ティナ・ライヴ」の発売に至って最高潮に達した。2009年、ターナーは仲間であるレグラ・キュルティ、セダ・バグキャン、ディシェン・シャク・ダグセイらとともに、ビヨンド・シンギング・プロジェクトに参加している。このアルバムでは、仏教の詠唱とキリスト教の合唱曲を、ティナが読み上げる宗教的なセリフと組み合わせるということが行われた。このアルバムはドイツと、その他わずかな国でのみ発売された。しかしスイスではチャートで7位まで上昇した。
2010年4月、主にグラスゴウ・レインジャーズ・フットボール・クラブのファンによるインターネット上での運動による結果だと思われるが、ティナの1989年のヒット、「ザ・ベスト」がUKのシングル・チャートに再登場し、第9位まで上昇している。2011年には、スイスで「チルドレン・ビヨンド」が前回同様再びチャートに入っている。ターナーはこの年の12月にドイツとスイスのテレビに出演し、アルバムの販売促進を行っている。2012年5月には、ジョルジオ・アルマーニの北京でのファッション・ショウに随行している。2013年4月にはヴォウグのドイツ版の表紙になっている。この時ターナーは73歳で、世界でヴォウグの表紙に登場した最年長の人物となった。2014年2月3日にはパーロフォンから新しい編集盤が「Love Songs」という題名で発売された。2014年後半になってティナ・ターナーが何曲かに参加している「Beyond: Love Within」が発売されている。

### 晩年
2018年8月、高血圧性腎不全により透析が必要となったが、夫のErwin Bachがドナーとなり腎移植を受けた。なお腸にも初期の癌や悪性に近いポリープがあるが治療の詳細は不明。
2023年5月24日、スイス・チューリッヒ近郊キュスナハトの自宅で死去。死因は不明であるが、長い闘病生活を送っていた。脳卒中や腎臓病などを患っていたと言われている。83歳没。

### 家族
ターナーには息子が二人いる。最初の息子はレイモンド・クレイグ、1958年生まれで、ターナーが18歳の時の子である。父親はキング・オヴ・リズムのサックス奏者、レイモンド・ヒルである。二人目の息子はロナルド、1960年10月に生まれている。ロナルドは、アイクとの間にできたただ一人の子である。1960年にロサンゼルスに移った後、当時アイク・ターナーと別居していた妻、ロレイン・ターナーが、アイクとの間に生まれた息子達アイク・ジュニア（1958年生まれ）とマイケル（1959年生まれ）をティナとアイクに育てて欲しいといってきた。ロレインとアイクの離婚係争中に、4人の息子達はアイクの指示でティナと一緒に住むよう、ティナの自宅に連れてこられた。1985年、アイクはティナを育児放棄で訴えた。確かな証拠がないにもかかわらず、「マイケル・ターナーを精神病院に送った」と主張したのである。ティナはアイクの主張を否定し、オーストラリアのテレビ週刊誌に「アイクは前妻との間の2人の息子を寄越したんだけど、面倒を見るために必要なお金はびた一文くれなかったのよ」と語っている。ティナと、自身の母親であるゼルマ・ブロックとの関係は、ゼルマが1999年に亡くなるまで結局疎遠なままだった。

### アイク・ターナーとの関係と結婚
最初、ティナとアイクの関係は仲がよく、「きょうだいのような」ものだった。1958年の暮れには、ティナは、東セント・ルイスにあったアイクの家に移っている。二人が出会った後すぐに、アイクはティナの音楽面の訓練を始めたのだった。最初は、二人の間に相互に惹かれ合う気持ちは存在しなかった。ティナは、アイクのことを「私好みの外見の男性」ではないと感じていた。一方アイクのほうではティナのことを妹のように感じ、自分はもっと「曲線美豊かな女達」のほうが好みだと考えていた。アイクは、この時にはまだ内縁の妻ロレイン・テイラーと一緒に暮らしていたのである。1959年になってティナとアイクの間で性的関係が始まった。アイクは二人の関係に罪悪感を感じていた。後に、「ティナとセックスするのは、あたかも自分の妹と関係を持っているかのような気がした」と述べている。ティナは、自伝の中で、「1962年にメキシコのティフアナで結婚した」と述べている。ティナは、アイクが初めて肉体的に自分を虐待した時のことを思い出して、それは、「金銭面に関する揉め事とわけがわからなくなる自分達の人間関係のせいで、アイクのグループを出て行こうと思っているとアイクに話したところ、その後から始まった」と語っている。ティナが言うには、アイクが靴の木型をつかんで、ティナの頭を殴りつけたのである。そのあとアイクは、「セックスして欲しい」とティナに頼んだということである。それが彼女が初めて「アイクに対する恐怖を感じた出来事だった」と自伝『私、ティナ』に書かれている。この自伝は1993年に『TINA ティナ』として映画化された。

## ディスコグラフィ

### ソロ

#### スタジオ・アルバム
- Tina Turns the Country On!（1974年）
- Acid Queen（1975年）
- Rough（1978年）
- Love Explosion（1979年）
- プライヴェート・ダンサー - Private Dancer（1984年）
- ブレイク・エヴリ・ルール - Break Every Rule（1986年）
- フォーリン・アフェア - Foreign Affair（1989年）
- どこまでも果てしなき野性の夢 - Wildest Dreams（1996年）
- トゥエンティ・フォー・セヴン - Twenty Four Seven（1999年）

#### サウンドトラック
- Mad Max Beyond Thunderdome（1985年）
- 「ティナ」オリジナル・サウンドトラック - What's Love Got to Do With It（1993年）

#### ライヴ・アルバム
- Tina Live in Europe（1988年）
- VH1 Divas Live '99（1999年）
- Tina Live（2009年）

#### コンピレーション・アルバム
- シンプリー・ザ・ベスト - Simply the Best（1991年）
- The Collected Recordings（1994年）
- オール・ザ・ベスト - All the Best（2004年）
- TINA!/ティナ・ターナー・グレイテスト・ヒッツ - Tina!（2008年）
- The Platinum Collection（2009年）
- クイーン・オブ・ロックンロール - Queen of Rock'n' Roll (2023年)

## 日本公演
1985年
12月27日 大阪フェスティバルホール、12月28日 日本武道館
1988年
3月20日、21日、22日 横浜スタジアム、24日、25日 日本武道館、27日、29日、30日 大阪城ホール

## 関連作品
- TINA ティナ - 彼女の自伝を原作にした1993年公開の映画。
- ティナ (ミュージカル) - 彼女の半生を題材とするジュークボックス・ミュージカル（2018年初演）